# ミトコンドリアマトリックス
ミトコンドリアマトリックス(Mitochondrial matrix)は、ピルビン酸その他の小さな有機分子の酸化を触媒する可溶性酵素を含むミトコンドリアの部分である。
マトリックスはミトコンドリアDNAとリボソームも含む。「マトリックス」という用語は、この空間が細胞質と比較すると粘着質であることに由来する。細胞質の水分含量はタンパク質1mg当たり3.8μlであるのに対し、ミトコンドリアマトリックスでは、タンパク質1mg当たり0.8μlの水分含量である。ミトコンドリアがどのようにして、ミトコンドリア内膜内外の浸透圧の平衡を保っているのかは分かっていないが、膜は、水の輸送を調整する導管と考えられているアクアポリンを持つ。ミトコンドリアマトリックスのpHは、約7.8である
。

## 電子伝達系
電子伝達系は、ミトコンドリア内膜のクリステに存在する。マトリックスのクエン酸回路で生産されたNADHとFADH2はプロトンと電子を放出し、NAD+とFADを再生する。プロトンは、電子伝達系の電子のエネルギーによって膜間腔に引き込まれる。2つの電子は最終的にマトリックスの酸素に受け取られ、電子伝達系を終結させる。プロトンはATPシンターゼによる化学浸透の過程でマトリックスに戻る。